# Windmühle Heage
Die Windmühle Heage oder Heagewindmühle [iːdʒ] ist ein steinerner Erdholländer bzw. Turmholländer in Heage, Derbyshire, England aus dem Jahr 1797 mit einem seltenen sechsfachen Patentflügelkreuz (seit 1894), die bis 2002 völlig windmahlfähig restauriert und der Öffentlichkeit zugänglich gemacht wurde.

## Geschichte
Eine ungewöhnliche Anzeige war der erste Hinweis auf eine Windmühle in Heage, Derbyshire, erschienen im „Derby Mercury“ vom 16. Juni 1791: „Die Heage Windmühle ist zu errichten. Jeder Maurer, geneigt, die Steinarbeiten zu übernehmen, soll am Mühlenbau arbeiten, alles Material liegt an Ort und Stelle.“ 1798 stand die Holländermühle in gutem Zustand in Heage zur Vermietung, mit Windrose, zwei Mahlgängen und einem Plansichter, weithin sichtbar auf einer Anhöhe windgünstig stehend. Man kann davon ausgehen, dass die Mühle 1797 fertiggestellt worden war. 1850 übernahmen die Brüder Isaac und Joseph Shaw die Mühle als Müller und Gemischtwarenhändler. Anstelle der vier Segelflügel erhielt die Mühle vier neue Patentflügel mit Jalousien (engl. shutters oder shades) und eine verbesserte Windrose. So war sie bis 1894 in Betrieb, als im Februar des Jahres eine starke Bö in einem heftigen Sturm unmittelbar von hinten die Kappe mitsamt dem Flügelkreuz erfasste. Dabei brach die damals aus Holz gefertigte Flügelachse hinter dem Wellkopf ab, Kappendach, Flügel und Windrose wurden losgerissen und fielen herab. Ein zeitgenössisches Foto von 1894 zeigt die Patentflügel mit vierfachem Kreuz auf dem Boden liegen und das Kammrad mit Achsrest aus der abgedeckten Kappe ragen. Beim Neuaufbau der Kappe entschied man sich für sechs Jalousienflügel und damit für mehr Antriebsenergie. Joseph und Enoch Shore, die Söhne von Thomas Shore, und später sein Enkel T. J. (Tom) Shore betrieben die Mühle bis 1919. Ein Gemälde von Müller Thomas Shore entstand wenige Monate vor der Stilllegung nach erneutem Sturmschaden: Eine starke Bö hatte große Teile der Windrose zerstört, dazu die aufkommende wirtschaftliche Windmühlenlage – beides führte zur Schließung der Mühle, ließen sie in den nächsten 50 Jahren zu einer Ruine werden, wie ein Foto von 1955 zeigt. 1961 schlug der Blitz ein und zerstörte Flügel und Windrose völlig bis auf die Ruten bzw. Halterung. 1966 erfolgte eine Gebäudeschutzverfügung mit einer Grad-II-Bauwerkdeklaration (Grade II Listing). 1968 kaufte der Grafschaftstag von Derbyshire (Derbyshire County council) die Mühle für £350 und versah sie in der Folgezeit mit einem Blitzableiter, der die Mühle erfolgreich schützte. 1972 erhielt die Mühle neue Flügel, 1989 und später wurden vereinzelte „offener Tage“ abgehalten, an denen bis zu 500 Freiwillige die desolate Mühle und Umgebung säuberten und kleinere Reparaturen vornahmen. Die 1996 gegründete „Heage Windmill Society“ („Heage Windmühlengesellschaft“) nahm sich nun der Restaurierung und völligen Wiederinstandsetzung der seltenen Windmühle mit Erfolg an, mit Unterstützung weiterer Gruppen wie „Friends of Heage Windmill“ und „The Midlands Mills Group“. Kappe, Windrose und Maschinerie (insbesondere sämtliche Zahnräder) wurden unter entsprechenden Auflagen zur Bewahrung der Originalität repariert bzw. ersetzt, moderne Einrichtungen (Elektrifizierung, Sanitär, Brandschutz) vor Ort installiert, eine neue Zufahrtsstraße mit Parkplatz angelegt. Vollständig restauriert ist sie nach ihrer schadensbedingten Stilllegung im Februar 1919 seit dem 1. Juni 2002 voll funktionsfähig der Öffentlichkeit wieder zugängig, die die Eröffnung der einzigen windmahlfähigen Windmühle in Derbyshire mit großer Beteiligung feierte. Heute mahlt sie wieder Korn, begrüßt Besucher mit einem Programm (u. a. „Müller des Tages“ etc.) und ist ein Wahrzeichen der Gegend, ein internationaler wie nationaler Treffpunkt verschiedener Gruppen und einzigartig in ihrer Art weltweit.
2006 erhielt sie wegen Holzfäule zwei neue Flügel (£10.000 pro Flügel) und setzte bis zum Ersatz den Mahlbetrieb mit vier Flügeln fort. Derzeitiger Windmüller ist Brian Naylor.

## Beschreibung
Die Heagewindmühle ist eine Erdholländerwindmühle (Grundsegler) mit seltenem sechsfachem Jalousienflügelkreuz und leicht konischem steinernem Mühlenturm, aus lokalem Naturstein gemauert, unverputzt mit ursprünglich nur vier Flügeln. In England und auch hierzulande würde sie auch als Turmwindmühle bezeichnet werden. Die Mühle verfügt über vier Böden: Mehlboden (meal floor), Steinboden (stone floor), Schüttboden (bin floor) und Staubboden (dust floor). Die Mühle hat eine auf Holzlamellen, mit Holztafeln in den Zwischenräumen geschlossene, segeltuchbespannte Zwiebelhaube mit Kugel und Windrose zum In-den-Wind-Drehen der Kappe. Eine Zeitlang hatte sie eine dunkle Aluminiumhaube. Sechs Patentflügel mit je 21 Lamellen / Patentflügel sind auf einem sechsfachen Flügelwellenkopf („Lincolnshire Kreuz“, engl. „Lincolnshire cross“) und geschmiedeter Flügelwelle montiert und werden durch den Wellkopf per Spinne (Satz Steuerstangen) von innen angesteuert (verstellt). Hierbei liegen sie wie bei fünf, sieben (sehr selten) und acht Flügeln in einer Ebene im Gegensatz zu den aufeinanderliegenden zwei Flügelpaaren in zwei Ebenen bei vier Flügeln. Auf der Flügelwelle sitzt das mächtige Kammrad (engl. brake wheel; ≈3,4 m): Es besteht aus einzelnen Holzsegmenten mit Eisenzähnen, das das eiserne Kronrad (engl. wallover) samt hölzerner Königswelle (vertical driveshaft) treibt. Das große Stirnrad (Holz mit Eisenzähnen, engl. great spur wheel) zum unteren Wellenende treibt von oben die beiden Mahlgänge (Mühlsteinsätze) auf dem Steinboden: ein Paar französische Süßwasserquarzmühlsteine höchster Qualität aus La Ferté-sous-Jouarre bei Châlons-en-Champagne (Châlons-sur-Marne) und ein Paar Granitmühlsteine (Läuferstein wiegt ca. 1 Tonne) aus der eigenen Grafschaft Derbyshire. Moderne Installationen (Sicherheitseinrichtungen, Brandschutz) fügen sich bestens in das wohl erhaltene Innere der über 200 Jahre alten Mühle. Infotafeln geben Auskunft über Funktion von Mühle, Mahlwerk und Steinschliff. Der Internetauftritt bietet u. a. eine beeindruckende virtuelle Tour mit Erklärungen durch die Mühle.

### Mühlendaten
- Turmhöhe: ≈9,4 m (30,84 ft)
- Kappenhöhe: 14,73 m (76 ft)
- Spannweite der Mühlenflügel: 18,5 m (48,32 ft)
- Gewicht des sechsfachen Flügelkreuzes: ≈4,3 t
- Durchmesser Windrose: 3,08 m (10,10 ft)
- Durchmesser Kammrad: 3,43 m (11¼ ft)
- Gewicht Läuferstein: ≈1 t
- Basisaußendurchmesser: 7,5 m (24,60 ft)
- Mahlgänge: 2